# Иванов, Лев Иванович
Лев Ива́нович Ива́нов (1834—1901) — русский артист балета, балетмейстер, режиссёр балета и балетный педагог, ведущий солист петербургской труппы Императорских театров. Первый исполнитель в балетах Мариуса Петипа партии Базиля («Дон Кихот», петербургская постановка на сцене Мариинского театра, 1871) и партии Солора («Баядерка», 1877). Постановщик классической Картины лебедей в балете П. И. Чайковского «Лебединое озеро» (1894) и первый постановщик балета «Щелкунчик» (1892, хореография не сохранилась). Заслуженный артист Императорских театров (05.12.1899).

## Биография
Родился 18 февраля (2 марта) 1834 в Москве.
Начинал учиться танцу в Московской балетной школе, в 1844 году был переведён в Санкт-Петербургское театральное училище, где учился у А. И. Пименова, Ф. Маловерня, Э. Гредлю и Ж.-А. Петипа-отца. По окончании училища в 1852 году был принят в петербургскую балетную труппу Императорских театров. Танцевал на сцене петербургского Большого театра, затем, с постройкой в 1860 году Мариинского театра — на его сцене. Исполнял ведущие роли классического репертуара и характерные партии. Выступал в качестве «молодого» премьера (jeune premier). Танцевал, среди прочих, с Еленой Андреяновой и Татьяной Смирновой. В 1869 году, когда после отъезда из Петербурга Артура Сен-Леона на должность главного балетмейстера был назначен Мариус Петипа, в возрасте 35 лет Иванов занял положение первого танцовщика и мимика петербургского балета, — однако в силу возраста довольно скоро уступил первенство Павлу Гердту. С течением времени перешёл к характерным танцам, в которых также имел полный успех. Лучше всего ему удавались итальянские и испанские танцы.
Уйдя с исполнения первых ролей, продолжал исполнять пантомимные партии, а также занялся режиссурой и балетными постановками. С 1882 года он режиссёр, с 1885 года — второй балетмейстер Мариинского театра, помощник М. И. Петипа. Последний раз выступил на сцене в 1893 году.
В балетмейстерской работе большое значение придавал музыке, видя в ней источник хореографической образности. Балетовед В. М. Красовская отмечала:

«Исключительная музыкальность позволила Иванову создать выдающиеся образцы симфонической разработки танца — характерного (Половецкие пляски в опере „Князь Игорь“ Бородина, 1890) и классического (танец снежных хлопьев — „Щелкунчик“, 1892, сцены на озере — „Лебединое озеро“, 1895, Чайковского). Поэтическое содержание образов воплощалось балетмейстером в совершенную хореографическую форму. Деятельность Иванова — вершина академического стиля русского балета».
Музыковед Борис Асафьев назвал Льва Иванова «душой русского балета».
Скончался Лев Иванов 11 (24) декабря 1901 года в Петербурге.

## Педагогическая деятельность
С 1858 года преподавал классический танец в младших женских классах Петербургского театрального училища. На его уроках азы балета постигали Екатерина Вазем, Александра Вергина, Евгения Соколова, Мария Горшенкова, Варвара Никитина, Клавдия Куличевская, Ольга Преображенская, Матильда Кшесинская, Агриппина Ваганова и многие другие будущие артистки и солистки Мариинского театра. Его знаменитые ученицы относились довольно критически к педагогическим талантам своего учителя, ведь «доброта — не главное достоинство учителя классического танца, науки суровой, подчас жестокой»:352. Так, Екатерина Вазем, одна из первых учениц Иванова, отмечала: 

Он никогда не был хорошим педагогом — главным образом вследствие природной мягкости и апатичности своего характера. Он не был способен заставить учиться и не умел поддерживать дисциплину.— Е. О. Вазем:352
Ей вторит Агриппина Ваганова, учившаяся у Иванова 30 лет спустя:

[Это были] два года безделья. Находясь уже в почтенном возрасте, Лев Иванович являлся со своей скрипкой (он на ней сам аккомпанировал) с хроническим опозданием… Урок вёлся лениво и приводил к малым результатам. Да и программа была довольно неопределённой.— А. Я. Ваганова
Сам Иванов меньше кого бы то ни было ставил себе в заслугу успехи своих учениц: он просто искренне радовался этим успехам:352.

## Репертуар
- 1862 — рыбак*, «Дочь Фараона» Цезаря Пуни, балетмейстер Мариус Петипа
- 25 (13) февраля 1864 — граф Стернгольд*, «Фиаметта, или Торжество любви» Людвига Минкуса, балетмейстер Артур Сен-Леон
- 1866 — Петро, «Золотая рыбка» Людвига Минкуса, балетмейстер Артур Сен-Леон
- 1868 — Гигес*, «Царь Кандавл» Цезаря Пуни, балетмейстер Мариус Петипа
- 1871 — Базиль*, «Дон Кихот» Людвига Минкуса, балетмейстер Мариус Петипа
- 1872 — «Камарго» Людвига Минкуса, балетмейстер Мариус Петипа
- 1877 — Солор* «Баядерка» Людвига Минкуса, балетмейстер Мариус Петипа
- Конрад, «Корсар» Адольфа Адана
- ?, «Сатанилла»
- Валентин, «Фауст» Цезаря Пуни
- Феб и Клод Фролло, «Эсмеральда» Цезаря Пуни, балетмейстер Жюль Перро
- Колен, «Тщетная предосторожность»

(*) — первый исполнитель партии

## Постановки
- 1887 — «Очарованный лес» Р. Дриго
- 1887 — «Гарлемский тюльпан» Б. А. Шеля (по старой транскрипции: Гаарлемский тюльпан[7]), совместно с М. И. Петипа[6]
- 1888 — «Севильская красавица» (музыка сборная), в Красном Селе (под Петербургом)
- 1890 — «Шалость амура» (возможно: «Шалости Амура»[4]) А. А. Фридмана, в Красном Селе (под Петербургом), затем на сцене Мариинского театра
- 1890 — Половецкие пляски на музыку А. П. Бородина (первая постановка)
- 1891 — «Праздник лодочников» А. А. Фридмана, в Красном Селе (под Петербургом)
- 1892 — славянские танцы для 1-го и 2-го актов оперы-балета «Млада» Римского-Корсакова
- 1892 — «Щелкунчик» Чайковского —[7]. В 1922 спектакль был поставлен в другой редакции и с тех пор хореография Иванова утрачена[6].
- 1893 — «Волшебная флейта» Р. Дриго
- 1893 — «Золушка» Б. А. Шеля — 2-й акт (бал)
- 17 февраля 1894 — II акт балета «Лебединое озеро» (в концертной программе «Памяти П. И. Чайковского», Одетта — Пьерина Леньяни, принц Зигфрид — Павел Гердт)
- 15 (27) января 1895 года — «Лебединое озеро», совместно с М. И. Петипа. Полная постановка балета в новой драматургической и музыкальной редакции в трёх актах, четырёх картинах; либретто М. И. Чайковского, музыкальная композиция Р. Е. Дриго и М. И. Петипа. Хореография 2-й картины 1-го акта (сцена лебедей) в версии 1894 года, венецианский и венгерский танцы (2-й акт, сцена на балу) и 3-й акт (сцена на озере) по планам Петипа.
- 1896 — «Ацис и Галатея» А. Кадлеца
- 1897 — «Дочь Микадо» В. Г. Врангеля
- 1900 — «Венгерская рапсодия» на музыку 2-й рапсодии Листа (1847), впервые исполнен как вставной номер в балете «Конёк-горбунок», затем исполняемый на выпускных концертах Академии русского балета имени А. Я. Вагановой
- «Сильвия» Л. Делиба — завершить не успел, постановку балета закончил П. А. Гердт
- Задуманную Л. Ивановым постановку «Египетских ночей» Аренского осуществил М. М. Фокин[6].